# José de Pineda Ibarra
José de Pineda Ibarra (1629, Ciudad de México, Virreinato de Nueva España - 2 de octubre de 1680, Santiago de los Caballeros de Guatemala, Capitanía General de Guatemala) fue el primer impresor que llegó a la Capitanía General de Guatemala, hijo legítimo de Diego Ibarra y Juana Muñiz de Pineda, ambos posiblemente criollos o españoles americanos, pertenecientes a la clase media de la época.

## Biografía
Su aprendizaje lo realizó en la imprenta de doña Paula de Benavides y en el conocido taller de Hipólito de Rivera. Posteriormente se fue a Puebla, ciudad en la que había un cierto auge tipográfico, en donde contrajo matrimonio con María Montez Ramírez, natural de esa población; llegó a tener el grado de maestro impresor y prestigio y experienci. Fue escogido por fray Francisco de Borja para contratar sus servicios para Guatemala.  En Guatemala nació en 1661 el único hijo que le sobreviviera y heredara el taller de imprenta: Antonio de Pineda Ibarra.

## La imprenta en Guatemala
Una vez establecidos en Guatemala tanto él como su imprenta, empezó a imprimir volúmenes. En noviembre del año 1660, salió el primer impreso conocido que se haya editado en la Capitanía de Guatemala: un sermón predicado por fray Francisco de Quiñónez, el 4 de octubre del mismo año.
No solamente se dedicó a la impresión, sino también a la encuadernación y a la venta de obras religiosas, literarias e históricas, tanto nuevas como de segunda mano, así como a vender las obras impresas de su propio taller. Vivió y trabajó en una casa que estaba situada en los portales junto al Ayuntamiento, que había adquirido de las monjas de Santa Catalina.

### Obras impresas
Los trabajos de impresión del primer taller editorial de Guatemala abarcaron poco más de 60 años. De dicha prensa salieron importantes obras:
- Explicatio apologética: voluminosa obra de 755 folios, redactada por fray Payo Enríquez de Rivera (1663)
- La Thomasiada obra poética escrita por Diego Sáenz de Ovecurri, que consta de 261 folios (1667)
- Manual para administrar los santos sacramentos: de Nicolás Álvarez de Vega, que alcanzó dos ediciones, una de 1665, otra en 1689.
- Aparte de los libros, el grueso del trabajo realizado consistió en cartillas, catecismos y novenas, para lo cual los Pineda Ibarra obtuvieron una concesión de 1660 a 1667 y otra a partir de 1711[Nota 4]
- tarjetas de graduación universitaria: en las que se hacía constar:
  - los temas sobre los cuales versaría el examen de los graduados
  - la fecha y hora en que sostendrían la prueba
  - los nombres de las autoridades universitarias y de las personas a quienes se dedicaba el acto académico.[1]

## Muerte
El 10 de mayo de 1680 el Ayuntamiento decidió ayudarlo con cincuenta pesos para que pudiese pagar su alquiler. Al otorgar su testamento el 31 de agosto de 1680, dice estar en cama y enfermo; muriendo el 2 de octubre del mismo año. Del aludido testamento se desprende la pobreza en que murió y todo lo relacionado con la imprenta:
Recibió sepultura en la capilla de la Orden Tercera de San Francisco. Su hijo lo sucedió a don José en sus tareas tipográficas y se desenvolvió en ellas hasta su muerte, ocurrida el 21 de septiembre de 1721.

## Legado
Tras la llegada de Pineda Ibarra se abrieron las siguientes imprentas:
- frailes franciscanos (1714-1773)
- presbítero Antonio de Velasco (1715-1726)
- Inocente de la Vega (1724-1733)
- Sebastián de Arévalo (1727-1772)»[2][3]

En el lugar donde funcionó su imprenta abrió sus puertas en 1956 el Museo del Libro Antiguo, donde se exhibe una réplica del equipo tipográfico de Pineda Ibarra.